# Хераклеја Линкестис
Хераклеја Линкестис (мкд. Хераклеа Линкестис, лат. Heraclea Lyncestis) је антички град који се налази на јужној периферији града Битоља. Име носи по Хераклу, митском јунаку македонске династије Агреади, који су добили име по крају у коме су владали (Линкестида). Због доброг стратешког положаја, Хераклеја се развила у већи трговачки и саобраћајни чвор на значајном путу Вија Игнација (лат. Via Egnatia) који је повезивао Драч и Босфор (град Константинопољ). Од Хераклеје пут је водио даље према Стобију (Велес) и Сердики (данашња Софија).

## Историја
Град је био основан у предримском периоду, највероватније за време македонског краља Филипа II. За то време било је изграђено неколико тврђава за лакше контролисање македонског царства. Након Македонаца, Хераклеја је потпала под римску власт. Тада је у времену од првог до четвртог века наше ере, доживела и највећи успон.
Године 472. и 479. Хераклеју су напали Готи под вођством Теодориха Великог. Током VI века град су опседали Авари и Словени па крајем шестог века град Хераклеја пропада и остаје без становништва.

## Архитектура
Хераклеја има врло богату и очувану архитектурну баштину. Најбоље су очувани мозаици и театар. Хераклеја је имала и своје ранохришћанске објекте. То су мала базилика (А), грађанска базилика (Б), велика базилика (Ц) и гробљанска базилика (Г) - које се налазе на око 250 метара од централног градског подручја Хераклеје, дуж које се простиру ранохришћански и средњовековни словенски гробови. За разлику од ових величанствених грађевина, на рушевинама старог позоришта подигнуте су профане грађевине од камена и блата. Њихов значај је у њиховој локацији, што говори о високом степену рационализације имовине и простора, односно о великом грађевинском искуству стицаном током векова.
Посебно је занимљива епископска резиденција, која има трапезоидни облик, а њен распоред је заснован на благодетима античке традиције. Веза између епископске базилике и осталих базилика у средњем делу овог античког града остварена је ходником на његовом источном улазу. Просторије епископске резиденције биле су распоређене око централног дворишта, у чијем је средишту био бунар. Патос у свим просторијама епископије изведен је у мозаицима састављеним од сићушних каменчића по принципу тесалатум. У њему се налазе најразноврснији геометријски узорци, розете, меандри, плетенице, рибље кости, плетени крст. У том декору понављају се мотиви из биљног и животињског света.
Епископска резиденција је била у употреби од 4. до 6. века нове ере. На страницама историје овог града исписани су само догађаји који сведоче о његовој лепоти и мирном животу у њему. Нажалост, Хераклејци нису имали среће да дуго уживају у плодовима свог рада. Настављени су чести и насилни напади. Крајем 6. века и почетком 7. века нове ере над Хераклејом је завладала ера варварства, после дуготрајних сукоба са аварословенским племенима. Тако се кобна судбина овог античког града неславно завршила расељавањем његових грађана на разна места, што је допринело изумирању урбаног живота у граду.
Некада величанствен град, а сада само рушевина, Хераклеја је, као и многа друга древна насеља у Македонији, доживела да поново заблиста и сведочи о животу и судбини коју су делили многи наши преци. Међутим, она нас данас као таква оставља без даха и безброј мисли и уздаха.. 
Већина значајних споменика датира из периода од 2. до 4. века наше ере. Реконструкција и ископавања још трају, а театар се редовно користи за културне наступе.

## Галерија
- Стубови
- Театар
- Капител
- Ископине на простору базилика
- Мозаик
- Кружни мозаик
- Паун, приказан на банкноти
- Приказ Срне у базилици